# Synophrus
Synophrus is een geslacht van vliesvleugelige insecten van de familie Echte galwespen (Cynipidae).

## Soorten
- S. pilulae Houard, 1911
- S. politus Hartig, 1843